# Margôt Ros
Margôt Ros (Eindhoven, 14 juli 1965) is een Nederlands actrice, komedieschrijfster en regisseuse.

## Carrière

### Theater
Ros volgde de Academie voor Kleinkunst. Vervolgens speelde ze rollen voor het Theater van het Oosten, Orkater en het Noord-Nederlands Toneel (NNT). Voor de voorstelling Onder mannen van het NNT uit 2001 ontving ze een Columbina voor beste vrouwelijke bijrol. Met Wimie Wilhelm en Bodil de la Parra schreef en speelde ze de voorstellingen Onder vrouwen; Temple, Tailer & Garland; en Slangenvel. Ze speelde in de cabaretvoorstellingen De heldenlul van Erik van Muiswinkel en Lebbis, de solovoorstelling van Hans Sibbel. Ze regisseerde cabaretvoorstellingen voor Rob Kamphues, Joep Onderdelinden en Klaas van der Eerden. Als regisseuse was ze ook actief bij de musicalversie van Oebele uit 2007.

### Televisie
Ros' eerste rol was die van Marjan de Winter in Goede tijden, slechte tijden.
Ros bedacht en schreef met Maike Meijer de televisieserie Toren C die vanaf september 2008 door de VPRO wordt uitgezonden. Ros en Meijer spelen in de serie zo'n veertig typetjes. Het scenario werd bekroond met de Lira Scenarioprijs. Eerder werd ze bekend met haar televisieoptredens in het Human-programma De vloer op en heeft ze gespeeld in Flikken Maastricht.

### Film
Ze sprak de stem in van Selma Quickly op de Nederlandstalige versie van de film Nanny McPhee: De Magische Kinderjuf uit 2006.

### Boek
Samen met Jeroen Kleijne schreef Margôt Ros het boek 'Hersenschorsing' (Nijgh & Van Ditmar, 2020), over de ingrijpende gevolgen van een hersenschudding die ze opliep tijdens een voorstelling met Maike Meijer en Waardenberg & De Jong. In mei 2022 brachten ze tevens samen de roman Zeg maar Agaath uit.

## Privé
Margôt Ros heeft sinds 2015 een relatie met schrijver/journalist Jeroen Kleijne.

## Filmografie
- Vincent et moi - Rondvaarbootgids (1990)
- Goede tijden, slechte tijden - Marjan de Winter (1991-1992)
- 12 steden, 13 ongelukken - Carly (1992)
- Madelief: met de poppen gooien (1994)
- Bureau Kruislaan - Marie Tukker (1995)
- Fraude (1996)
- Frans en Duits - Dorien (1996)
- De baby en de bakfiets - Carla (1997)
- Celluloid Blues - Julia Delano (1998)
- Dit was het nieuws - Zichzelf (1998, 2000)
- Goede daden bij daglicht - Puck (1999)
- Leven en de dood van Quidam Quidam - Sjoukje (1999)
- oud en nieuw (2002)
- Nieuwe ouders - Agente (2005)
- Gooische Vrouwen - (2005)
- Van Speijk - De Groot (2006)
- Man & Paard - Karen (2006)
- Kicks - Agente (2007)
- Flikken Maastricht - Aafje Budel (2007)
- Zand - Karin (2008)
- Toren C - Diverse typetjes (2008-2020)
- De vloer op - Diverse rollen (2010)
- Het geheim - Au pair (2010)
- De geheimen van Barslet - Hennie de Vries-Bouwman (2012)
- De vloer op jr. - Diverse rollen (2013)
- Dokter Tinus - Carolien Lips (2014)
- Bluf - Ingrid (2015)
- Adios Amigos - Lub (2016)
- Weg van jou - Marloes (2017)
- Dorst - Miriam (2018)
- Luca - Daniela Paguro (2021) (stem)
- Hoe mijn keurige ouders in de bak belandden - Mariet (2021)
- Tweede Hans - Ellie (2022)
- Ome Cor - Rechter (2022)
- De Tatta's 2 - Marloes Bleekmans (2023)

## Bestseller 60
| Boeken met noteringen in de Nederlandse Bestseller 60 | Jaar van verschijnen | Datum van binnenkomst | Hoogste positie | Aantal weken | Opmerkingen                        |
| ----------------------------------------------------- | -------------------- | --------------------- | --------------- | ------------ | ---------------------------------- |
| Hersenschorsing                                       | 2020                 | 08-04-2020            | 21              | 1            | in samenwerking met Jeroen Kleijne |